# Morecambe Bay
Morecambe Bay – zatoka Morza Irlandzkiego wcinająca się w północno-zachodnią Anglię. Północny wybrzeże zatoki, w tym półwysep Furness, należy do hrabstwa Kumbria, wschodnie i południowe – do Lancashire.
Główne miasta położone nad zatoką to: Barrow-in-Furness, Morecambe oraz Fleetwood.